# Paliano
Paliano é uma comuna italiana da região do Lácio, província de Frosinone, com cerca de 7.421 habitantes. Estende-se por uma área de 70 km², tendo uma densidade populacional de 106 hab/km². Faz fronteira com Anagni, Colleferro (RM), Gavignano (RM), Genazzano (RM), Olevano Romano (RM), Piglio, Segni (RM), Serrone.

## Demografia
| Variação demográfica do município entre 1861 e 2011                               |
|                                                                                   |
| Fonte: Istituto Nazionale di Statistica (ISTAT) - Elaboração gráfica da Wikipedia |